# Калиманешти (Васлуј)
Калиманешти (рум. Călimănești) насеље је у Румунији у округу Васлуј у општини Пујешти. Oпштина се налази на надморској висини од 171 m.

## Становништво
Према подацима из 2002. године у насељу је живело 395 становника, од којих су сви румунске националности.